# Soupha nouvongi
Soupha nouvongi là một loài bọ cánh cứng trong họ Cerambycidae.